# Monasterio de Schlehdorf
El monasterio de Schlehdorf (en alemán, Kloster Schlehdorf) es una abadía de la Orden Tercera Dominica: Hermanas Misioneras Dominicas, que ocuparon el lugar desde 1904 para dedicarse a las obras de misión en la ciudad surafricana de King William's Town. El sitio, en principio, fue un antiguo monasterio benedictino que dio origen al pueblo de Schlehdorf, junto al lago Kochel (Baviera), y perteneció al antiguo Obispado de Frisinga. Ahora, junto con territorio de los municipios de Schlehdorf, Ohlstadt y Großweil, la abadía pertenece a la Archidiócesis de Múnich y Frisinga, formando un exclave rodeado por la Diócesis de Augsburgo.

## Historia

### Orígenes benedictinos
Su historia se remonta al siglo octavo: Supuestamente, el Monasterio de Schlehdorf fue fundado en el año 740 por monjes provenientes de la Abadía de Benediktbeuern, bajo la advocación de San Dionisio, Papa. Entre 769 y 772, por consejo del obispo de Frisinga (desde 764) Arbeo de Frisinga, se trasladaron al Monasterio de Schlehdorf los ocupantes del abandonado Monasterio de Scharnitz, bajo su primer abad Atto de Frisinga, que llevó a Schlehdorf las reliquias de San Tertulino Mártir. Atto fue, más tarde, el sucesor en el Obispado de Frisinga (783-811) del obispo Arbeo y el monasterio orbitó desde entonces y hasta ahora en la diócesis de Frisinga y después en la de Múnich-Frisinga, su sucesora.
Desde el año 772 el monasterio de Schlehdorf fue dedicado a San Dionisio, Papa y a San Tertulín, Mártir. Durante las invasiones húngaras del siglo X (batalla de Lechfeld, 955) este antiguo monasterio fue destruido. Posiblemente en sus restos en el siglo XI vivió una comunidad espiritual de clérigos no regulares (sin regla monacal alguna).

### La Abadía de Schlehdorf

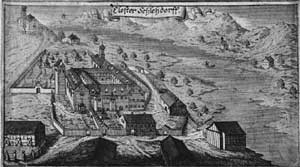
Grabado de la Abadía, extraído de "Churbaierischen Atlas". Autor: Anton Wilhelm Ertl, 1687.

En 1140 Schlehdorf fue refundado como abadía de canónigos regulares de san Agustín por el obispo Otón I de Frisinga. Desde el principio, la abadía se encontró bajo la influencia espiritual de la Abadía de Rottenbuch, el más influyente monasterio de canónicos regulares de Alemania situado en Baviera. La Regla de la orden fue seguida, por tanto, de forma estricta, tanto como pastores que servían de cura de almas, como monjes en oración. Los recursos financieros de la congregación siempre fueron modestos, pues la proximidad directa al poderoso centro que era la Abadía de Benediktbeuern impidió su expansión: incorporadas al monasterio de Schlehdorf solo estaban las parroquias de Schlehdorf, Sindelsdorf y Ohlstadt. Como la mayoría de los capítulos catedralicios y monacales, también Schlehdorf sufrió la desintegración de la disciplina religiosa a principios del siglo XV. A instancias de la Abadía de Rottenbuch llegó a Schlehdorf en 1450 una reforma de la regla monacal, procedente de la Abadía de Indersdorf, que causó un repunte temporal en la disciplina religiosa imperante. A raíz de la Reforma protestante se revirtió esta tendencia. Incluso en el siglo XVII, por lo general, la época de florecimiento espiritual de la Contrarreforma, el monasterio de Schlehdorf solo tenía seis canónigos.

### La última reconstrucción barroca

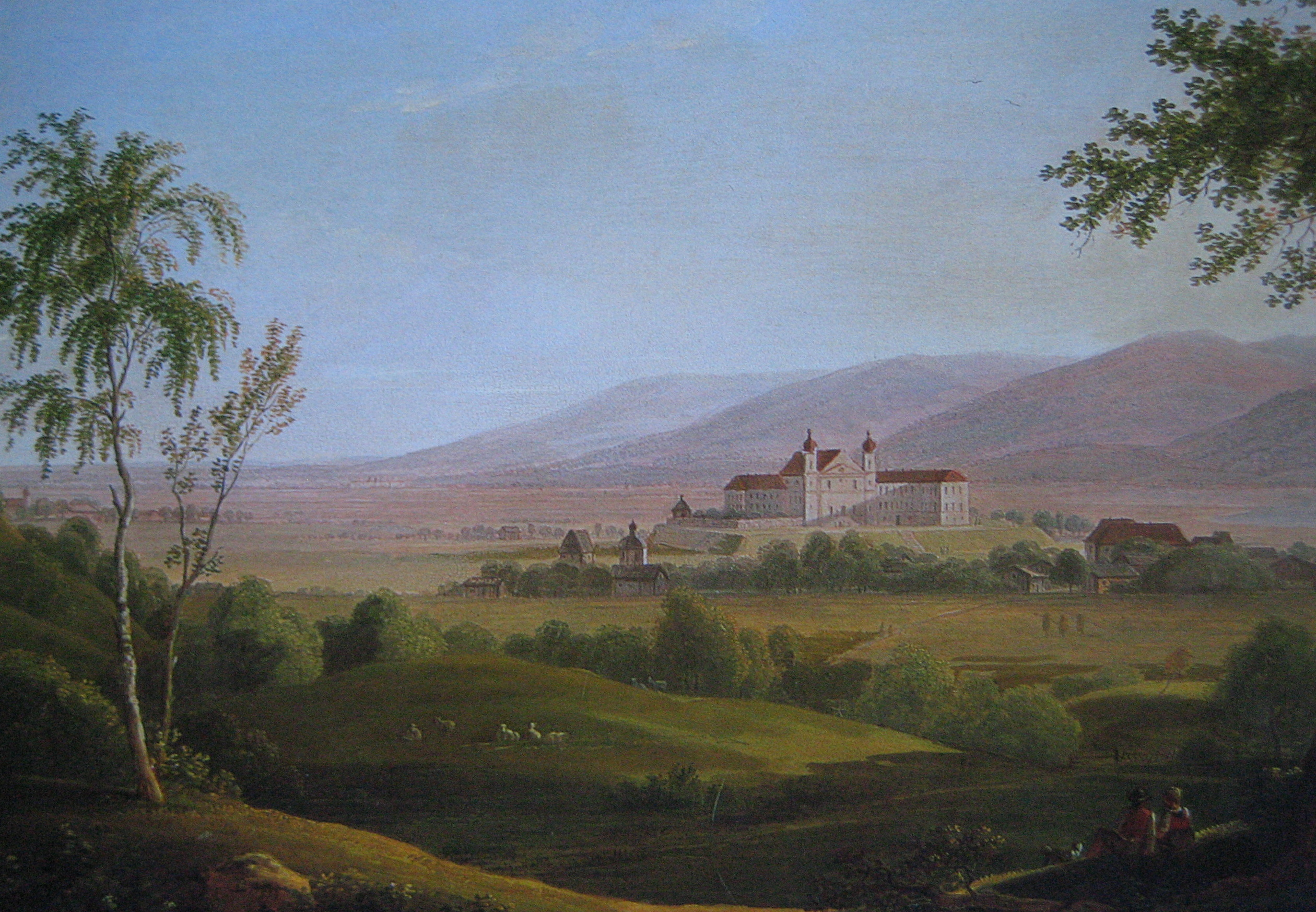
El monasterio barroco en una pintura de Simon Warnberger. Nótese la plataforma sobre la que está edificado para evitar las inundaciones del río Loisach.

Bajo el liderazgo del preboste Bernhard Bogner (que rigió la abadía de Schlehdorf desde 1674 hasta 1724), el capítulo de canónigos llegó a ser renombrado de nuevo, con el apoyo de los grandes electores de Baviera. Bogner llevó a los canónigos de Schlehdorf a acogerse a la Congregación (Lateranense) de canónigos regulares del Santísimo Salvador del Laterano. En ella, el preboste llevaba el título de abad, pero no podía llevar las vestimentas pontificales.
Entre 1718 y 1724 el monasterio fue trasladado a su situación actual, a una mayor altitud y un lugar menos pantanoso (la abadía de canónigos regulares estaba situada al sur del pueblo de Schlehdorf y se quemó en 1784, casi por completo). En 1727 comenzó la construcción de la nueva iglesia, pero dificultada en su financiación debido a los bajos ingresos y el alto nivel de deuda de la congregación monacal. Hacia en 1770, ya existían planes para la abolición de la Abadía por causas financieras. Sólo con el apoyo financiero del maestro artesano muniqués Melchor Honifstingl pudo terminarse en 1780 la construcción de la iglesia, aunque no con el plan constructivo original.
Cuando el monasterio fue disuelto en 1803, debido al proceso de Mediatización y Secularización que acabó con el Sacro Imperio Romano Germánico, solo vivían nueve canónigos en Schlehdorf. Las propiedades monásticas secularizadas, como la biblioteca y sus archivos y la iglesia abacial, que más tarde se convirtió en la iglesia parroquial de la localidad de Schlehdorf, pasaron a ser propiedad del Reino de Baviera. Los bastimentos de la abadía fueron reconstruidos a su forma actual después de la casi completa destrucción de Schlehdorf por un devastador incendio en 1846.

### La Abadía hoy

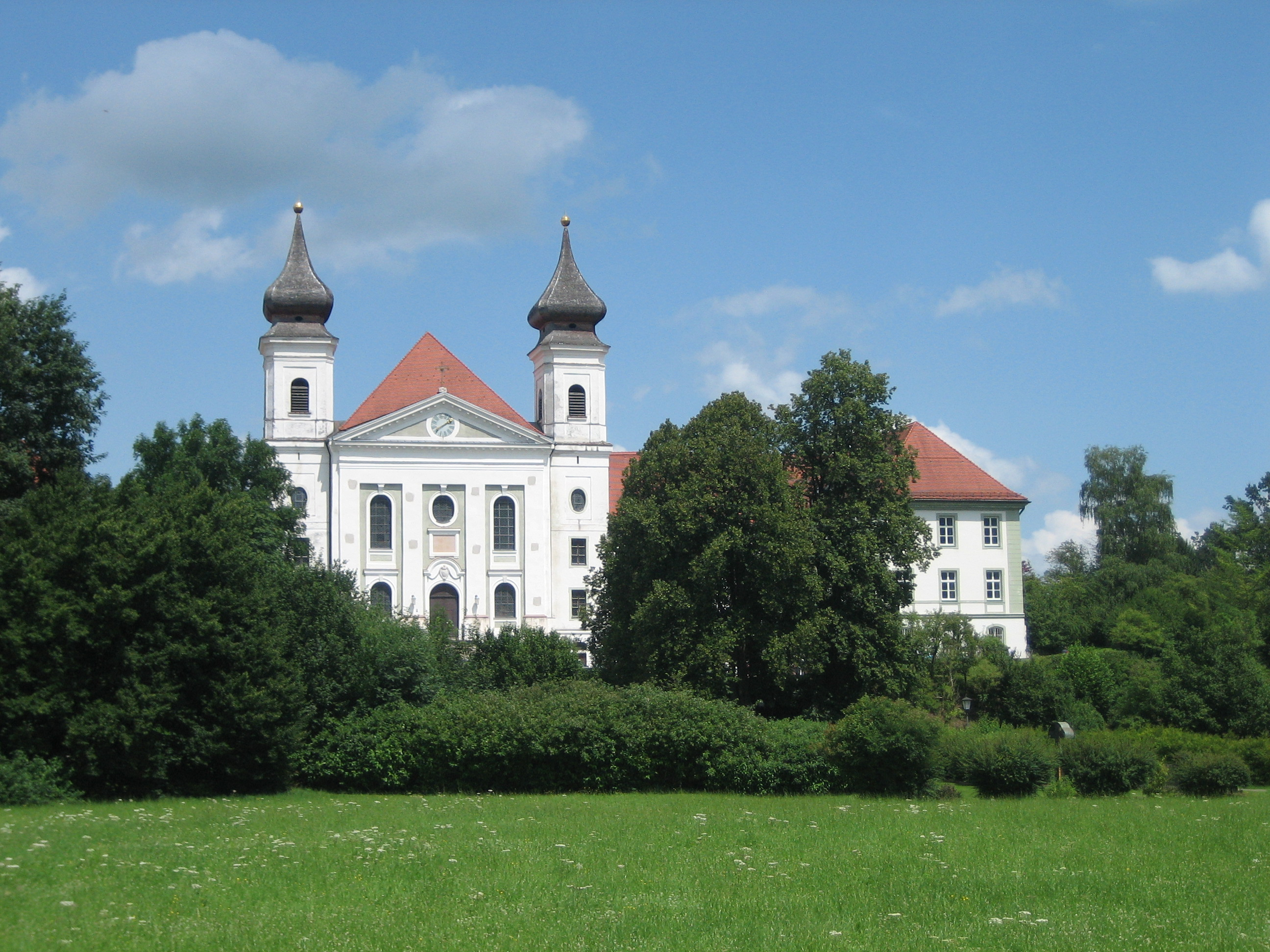
Iglesia parroquial de San Tertulino.

En 1904 los edificios de la abadía fueron adquiridos por las Hermanas Misioneras Dominicas de King William's Town, que emplearon el monasterio para organizar desde allí su labor misionera, sobre todo en Sudáfrica. Desde 1960, el monasterio es el centro de la provincia alemana de la Orden Tercera Dominica: Hermanas Misioneras Dominicas, incluyendo sus lugares de misión, y adquirieron el estatus de una corporación pública alemana. Hoy el monasterio es el hogar de, entre otros, el Instituto femenino de Educación Secundaria "Santa María Inmaculada" y la casa de huéspedes y seminario "Haus Dominikus".